# 4:21... The Day After
4:21... The Day After – czwarty studyjny album amerykańskiego rapera Method Mana członka Wu-Tang Clan wydany 29 sierpnia 2006 roku nakładem wytwórni Def Jam Recordings. Sesja nagraniowa miała miejsce w latach 2005–2006 w Nowym Jorku, a za stronę muzyczną odpowiadają głównie RZA, Havoc z grupy Mobb Deep, Mathematics, Erick Sermon oraz Scott Storch. Gościnnie na płycie występują m.in. Ol’ Dirty Bastard, Streetlife, Redman, Raekwon, La the Darkman, U-God oraz Inspectah Deck.
Wydawnictwo było promowane singlem „Say” wyprodukowanym przez Ericka Sermona. Singel uplasował się na 66. miejscu listy Hot R&B/Hip-Hop Songs, natomiast album zadebiutował na 8. miejscu notowania Billboard 200 oraz 4. miejscu notowania Top R&B/Hip-Hop Albums.

## Lista utworów
| #                                   | Tytuł                                              | Producent                  | Sample | Czas |
| ----------------------------------- | -------------------------------------------------- | -------------------------- | --- | ---- |
| 1                                   | „Intro”                                            | RZA                        | - Muzyka z filmu „Educational Archives: Sex & Drugs”                                                      | 2:10 |
| 2                                   | „Is It Me”                                         | Scott Storch               | - Pete Rock & CL Smooth – „They Reminisce Over You (T.R.O.Y.)”                                            | 3:44 |
| 3                                   | „Problem”                                          | Erick Sermon               | - Skull Snaps – „It’s a New Day” - Beside – „Change the Beat (Female Version)” - LL Cool J – „4, 3, 2, 1" | 3:30 |
| 4                                   | „Somebody Done Fucked Up”                          | Havoc                      | | 3:18 |
| 5                                   | „Shaolin Soldier” (Skit)                           |                            | | 0:21 |
| 6                                   | „Fall Out”                                         | Kwamé                      | | 3:24 |
| 7                                   | „Dirty Mef” (gośc. Ol’ Dirty Bastard)              | Erick Sermon, Mathematics  | | 2:54 |
| 8                                   | „4:20” (gośc. Streetlife, Carlton Fisk)            | RZA, Beretta 9             | | 4:34 |
| 9                                   | „Let’s Ride” (gośc. Ginuwine)                      | Mr. Porter                 | | 3:10 |
| 10                                  | „The Glide” (gośc. Raekwon, La the Darkman, U-God) | RZA                        | | 3:05 |
| 11                                  | „Kids” (Skit)                                      |                            | | 0:47 |
| 12                                  | „Got to Have It”                                   | Erick Sermon               | - Mario – „Nikes Fresh out the Box”                                                                       | 4:13 |
| 13                                  | „Say”                                              | Erick Sermon               | - Lauryn Hill – „So Much Things to Say”                                                                   | 3:49 |
| 14                                  | „Ya’Meen” (gośc. Fat Joe, Styles P)                | The Chairman of the Boards | | 4:21 |
| 15                                  | „Konichiwa Bitches”                                | RZA                        | | 2:59 |
| 16                                  | „Everything” (gośc. Inspectah Deck, Streetlife)    | Mathematics                | - Harold Melvin & the Blue Notes – „Stay Together”                                                        | 3:39 |
| 17                                  | "Walk On" (gośc. Redman)                           | Versatile                  | - The Jackson 5 – Walk On” - Cerrone – „Rocket in the Pocket (Live)”                                      | 2:49 |
| 18                                  | „Pimpin'” (Skit)                                   |                            | | 0:39 |
| 19                                  | „Presidential MC” (gośc. Raekwon, RZA)             | RZA                        | - Harry Nilsson – „Rainmaker”                                                                             | 4:30 |
| 20                                  | „4 Ever” (gośc. Megan Rochell)                     | Kwamé                      | - Atlantic Starr – „Always”                                                                               | 4:04 |
| Bonusowe utwory (wersja Europejska) |                                                    |                            | |      |
| 21                                  | „O.D.                                              | Kwamé                      | | 3:32 |

## Notowania
| Rok  | Album                 | Notowanie | Notowanie |
| Rok  | Album                 | USA 200   | USA R&B   |
| ---- | --------------------- | --------- | --------- |
| 2006 | 4:21... The Day After | 8         | 4         |

| Rok  | Singel | Notowania |
| Rok  | Singel | USA R&B   |
| ---- | ------ | --------- |
| 2006 | „Say”  | 66        |